# البائع (فلم)
البائع (بالفارسية: فروشنده) هو فيلم دراما تم إنتاجه في إيران وصدر في سنة 2016. الفيلم من إخراج وكتابة أصغر فرهادي. من بطولة ترانة عليدوستي وشهاب حسيني وبابك كريمي. فاز الفيلم بجائزة الأوسكار لفئة أفضل فيلم بلغة أجنبية لسنة 2016.

## قصة الفيلم
يسلط الفيلم الضوء على قصة عائلة إيرانية مكونة من زوجين هما شهاب حسيني وترانه عليدوستي، يضطران إلى الانتقال من منزلهما إلى مكان جديد في طهران، تتعرض الزوجة للاعتداء من قِبل شخص مجهول وتبدأ سلسلة المشاكل التي يواجهانها لاكتشافه، وتظهر تفاصيل الفيلم بعض المشكلات الاجتماعية في إيران والتي يتقن فرهادي إظهارها في أفلامه بشكلٍ غير مباشر، كما تظهر مزايا فرهادي الإخراجية بتصوير الحياة العادية للأشخاص في هذا الفيلم كما يشكل بصمة لافتة في صناعة الأفلام التي تعكس الهوية المجتمعية.

## وصلات خارجية
- مقالات تستعمل روابط فنية بلا صلة مع ويكي بيانات
- Le Client sur Allociné